# Балада меда и крви
Балада меда и крви је сатирични научнофантастични и хорор роман српског књижевника и новинара Милана Аранђеловића објављен 2016. године за издавачку кућу Отворена књига. У питању је други роман овог аутора након сф романа Лабудолики паунови морају умрети. Роман је објављен у тиражу од 500 примерака. Корице издања урадио је Боб Живковић.

## Радња
Радња романа дешава се 2168 године, млади традиционални српски брачни пар Душан и Алда Мајер одлазе на породично православни излет у природу са своје двоје деце Вишњом и Киршеом, у малени град Аргентополис (метафора за Сребреницу), препун чудноватих ликова као што су распевани народњачки кактуси, старлете часне сестре, ратнохушкачки кладионичари и на духовит и помало застрашујућ начин показује нашу сурову реалност у неком футуристичком свету. Већи део Србије је један велики отпад а српски народ углавном живи у Београду. Дечак има Легијку, лутку Милорада Улемека Легије, популарну играчку која долази уз сет тетоважа, а дечацима је дозвољено да плачу само на Светосавској приредби уз рецитовање песама Смрт мајке Ражнатовића или Почетак буне против интелектуалаца. Када им се деца изгубе у граду пуном зомбија, вештица и ратних хушкача, Алда и Душан крећу у потрагу за њима.